# 村上允俊
村上 允俊（むらかみ まさとし、1929年 - ）は、俳優、レポーター。
1958年から俳優として出演歴を重ね、1965年に新劇場に所属。1971年からワイドショーに出演し、レポーターとして活躍して密着取材などを行っていた。
2007年では、交流忘年麻雀大会で準優勝を飾った。

## 主な出演

### テレビ
- マグマ大使 第24話「地球人反撃せよ!!」（1966年、CX / ピー・プロダクション） - セスナ機整備士
- 快獣ブースカ 第14話「ブースカ踊る」（1967年、NTV / 東宝 / 円谷プロダクション） - チャームスクール講師
- モーニングジャンボ奥さま8時半です（TBS）
- 森本毅郎さわやかワイド（TBS）
- モーニングEye（TBS）
- みのもんたの朝ズバッ!（2008年2月29日、TBS）
- ピンポン!（2008年10月13日、TBS）

### 映画
- 五泊六日（1966年、東映）
- ヒポクラテスたち（1980年、大森一樹監督）
- もうひとつの原宿物語（1990年）

## 著書
- 『きんさん、ぎんさんに母を見た』 - すばる書房新社
- 『生薬ウコンが効く』 - 現代書林